# ジャンプ・オリエント!
『ジャンプ・オリエント!』は宝塚歌劇団の舞台作品。星組公演。形式名は「レビュー」。宝塚・東京は24場。作・演出は村上信夫。併演作品は『若き日の唄は忘れじ』。

## 公演期間と公演場所
- 1994年2月11日 - 3月21日　宝塚大劇場[1]
- 1994年6月3日 - 6月29日　東京宝塚劇場[2]
- 1995年2月2日 - 2月15日　中日劇場[3]

## 解説
※『宝塚歌劇100年史（舞台編）』の宝塚大劇場公演参考。
オリエンタルなイメージをメインにしたショー作品。バビロニアの神秘的な王朝の場面、シルクロードの幻想、香港を舞台にしたハード・ボイルド等のシーンで構成。当時のアジア諸国でヒットしたポップでノリのいい音楽をふんだんに盛り込んだ、アジア的な情緒漂うオリエンタル・レビュー。

## スタッフ
氏名の後ろに「宝塚」、「東京」、「中日」の文字がなければ全劇場共通。
- 作曲[1]・編曲[1]：吉崎憲治/高橋城/甲斐正人/西村耕次
- 編曲：宮原透[1]
- 音楽指揮：岡田良機（宝塚[1]・中日）、清川知巳（東京）
- 振付[1]：喜多弘/羽山紀代美/家城比呂志/前田清実
- 装置：石濱日出雄[1]
- 衣装：任田幾英[1]
- 照明：勝柴次朗[1]
- 音響：加門清邦[1]
- 小道具：万波一重[1]
- 効果：三尾典正[1]
- 演出助手[1]：木村信司/加藤誠
- 装置補：新宮有紀[1]
- 衣装補：田口美香[1]
- 舞台進行：濱野文宏[1]
- 制作：岩崎文夫[1]
- 製作担当：横山美二（東京）[2]

## 主な配役

### 宝塚・東京
宝塚
- 太陽の王、サルゴン、ガルーダS、ケニー・カオ、オリエンタル・ヒーロー - 紫苑ゆう[6]
- バビロニアの女S、敦煌の王女、ヴェロニカ、オリエンタル・ヒロイン - 白城あやか[7]
- バビロニアの男S、アラジン、ドラゴン、ロイ・ファン - 麻路さき[7]
- バビロニアの女S、ランプの美女A、マハリA、春の女神 - 洲悠花[7]
- ハッサン - 一樹千尋[7]
- バビロニアの男、デュエット、踊る男 - 夏美よう[7]/鞠村奈緒[7]
- カゲソロ、歌姫、エトワール - 出雲綾[7]
- バビロニアの男A、王子、歌手、青年 - 稔幸[7]
- バビロニアの男A、青年、歌手 - 真織由季[7]
- 歌手、トリオ、青年 - 絵麻緒ゆう[7]/神田智[7]
- 踊る男、トリオ - 湖月わたる[7]
- ランプの精、ワン・ラン - 星奈優里[7]

東京の変更点
- ランプの美女 - 英真なおき[2]
- マハリA - 白城あやか[2]
- フェスタの歌手、トリオ - 稔幸[2]
- フェスタの歌手、トリオ、春のプリンス - 神田智[2]/絵麻緒ゆう[2]

### 中日
- 太陽王、オリエンタル・ガイ、サルゴン、ガルーダS、ケニー・カオ、オリエンタル・ヒーロー、パレードの男S1 - 麻路さき[3]
- バビロニアの女S、オリエンタル・レディ、敦煌の王女、マハリA、ヴェロニカ、オリエンタル・ヒロイン、パレードの女S - 白城あやか[3]
- バビロニアの男S、アラジン、ドラゴン、ロイ・フォン、オリエントの男A、パレードの男S2 - 稔幸[3]
- バビロニアの男A、王子、フェスタの青年、歌う青年 - 真織由季[3]